# Oskarshamns kommun
Oskarshamns kommun er en kommune i Kalmar län i Sverige.  Kommunen ligger i det østlige Småland, ved Kalmarsund.  Vejene Riksväg 23 og E22 løber gennem kommunen.  Desuden er der omfattende færgetrafik til Visby på Gotland.  Kommunen er domineret af nogle få, store arbejdspladser, særligt Scania, der fremstiller lastbilsførehuse, og kernekraftværket OKG, der står for omkring en ottendedel af Sveriges elproduktion.

## Historie
Figeholms municipalköping i Misterhults kommune blev i 1878 omdannet til en selvstændig köpingkommune, og brød dermed ud fra den tidligere landkommune.  Ved kommunalreformen i 1952 blev storkommunen Misterhult dannet ved sammenlægninger af Figeholms köping og Misterhults kommune.  Kommunalköpingen blev opløst i 1956.  Oskarshamns by blev lagt sammen med landkommunerne Döderhult, Kristdala og Misterhult i 1967, og blev i 1971 omdannet til den nuværende Oskarshamns kommun.

## Byområder
Der er ni byområder i Oskarshamns kommun.
I tabellen vises byområderne i størrelsesorden pr. 31. december 2005.  Hovedbyen er markeret med fed skrift. 
| # | Byområde    | Befolkning |
| - | ----------- | ---------- |
| 1 | Oskarshamn  | 17.143     |
| 2 | Påskallavik | 1.077      |
| 3 | Kristdala   | 994        |
| 4 | Figeholm    | 802        |
| 5 | Fårbo       | 520        |
| 6 | Mysingsö    | 398        |
| 7 | Emsfors     | 353        |
| 8 | Bockara     | 351        |
| 9 | Saltvik     | 285        |

En mindre del af Emsfors ligger i Mönsterås kommune.
57°16′00″N 16°27′00″Ø / 57.2667°N 16.45°Ø